# Professional Widow
«Professional Widow» (с англ. — «Профессиональная вдова») — песня американской певицы Тори Эймос, была выпущена в 1996 году в альбоме Boys for Pele. Композиция представляет собой рок-панихиду, Эймос исполняет её на клавесине. По слухам, название — «Профессиональная вдова», было намёком на вдову Курта Кобейна Кортни Лав, которую фронтмен группы Nine Inch Nails Трент Резнор обвинял в разрушении дружбы между ним и Эймос; в альбоме Nine Inch Nails The Fragile 1999 года появляется песня «Starfuckers, Inc.», название которой может восходить к тексту «Professional Widow».
Лирически, песня заимствует некоторые вещи из рассказа «Сфинкс» Эдгара Аллана По. В частности, строчка: «Что называется обвалом принципов? Пропорция», взята из текста По — «передо мной, через длинную панораму берегов, открывался вид далекого холма, передняя часть которого в ближайшем от меня месте, была лишена тем, что называется оползнем, значительной части своих деревьев»; а также «совершенная призма» соответственно из «в форме совершенной призмы».
На песню был выпущен ремикс от Армана Ван Хелдена (под названием «Armand’s Star Trunk Funkin' Mix»), который занял первые места в британском хит-параде и американском чарте Hot Dance Club Songs. Ремикс пользовался такой популярностью, что для него был смонтирован видеоклип — содержащий нарезку из прошлых видео Эймос. Музыкант Mr. Roy сделал ещё один ремикс на эту песню, который также попал в чарты.

## Участники записи
- Тори Эймос: вокал, клавесин, фортепиано фирмы Bösendorfer
- Алан Фридман: программирование ударных (including the cry of a bull, which was actually credited as «bull: Bull» in the Boys for Pele liner notes)
- Джордж Портер-мл.: бас-гитара
- Ману Катче: ударные
- Стив Кэтон: гитара

## Хит-парады
| Чарт (1996)                              | Высшая позиция |
| ---------------------------------------- | -------------- |
| Australian ARIA Singles Chart            | 17             |
| Canadian Singles Chart                   | 38             |
| Belgium Walonia Singles Chart            | 22             |
| Belgium Flanders Singles Chart           | 22             |
| Norwegian Singles Chart                  | 17             |
| Swiss Singles Chart                      | 22             |
| Austrian Singles Chart                   | 23             |
| French Singles Chart                     | 35             |
| Dutch Singles Chart                      | 33             |
| Swedish Singles Chart                    | 40             |
| Finnish Singles Chart                    | 16             |
| German Singles Chart                     | 38             |
| Singles Chart                            | 1              |
| Billboard Bubbling Under Hot 100 Singles | 8              |
| Billboard Hot Dance Club Play            | 1              |
| Billboard Hot Dance Single Sales         | 14             |